# Merope (stjärna)
Merope eller 23 Tauri, som är stjärnans Flamsteed-beteckning, är en ensam stjärna i den öppna stjärnhopen Plejaderna (M45) i den östra delen av stjärnbilden Oxen. Den har en genomsnittlig skenbar magnitud på ca 4,18 och är svagt synlig för blotta ögat där ljusföroreningar ej förekommer. Baserat på parallaxmätning inom Hipparcosuppdraget på ca 8,6 mas, beräknas den befinna sig på ett avstånd på ca 380 ljusår (ca 117 parsek) från solen. Den rör sig bort från solen med en heliocentrisk radialhastighet av ca 6 km/s. Merope omges av NGC 1435 som också kallas Merope-nebulosan och är en reflektionsnebulosa.

## Nomenklatur
Namnet Merope har sitt ursprung i grekisk mytologi där hon är en av de sju döttrarna till Atlas och Pleione känd som Pleiaderna. År 2016 organiserade International Astronomical Union en arbetsgrupp för stjärnnamn (WGSN) med uppgift att katalogisera och standardisera egna namn på stjärnor. WGSN:s första bulletin från juli 2016 innehöll en tabell över de två första partierna med namn fastställda av WGSN, vilken angav Merope för 23 Tauri, vilket nu ingår i IAU-katalogen med stjärnnamn.

## Egenskaper

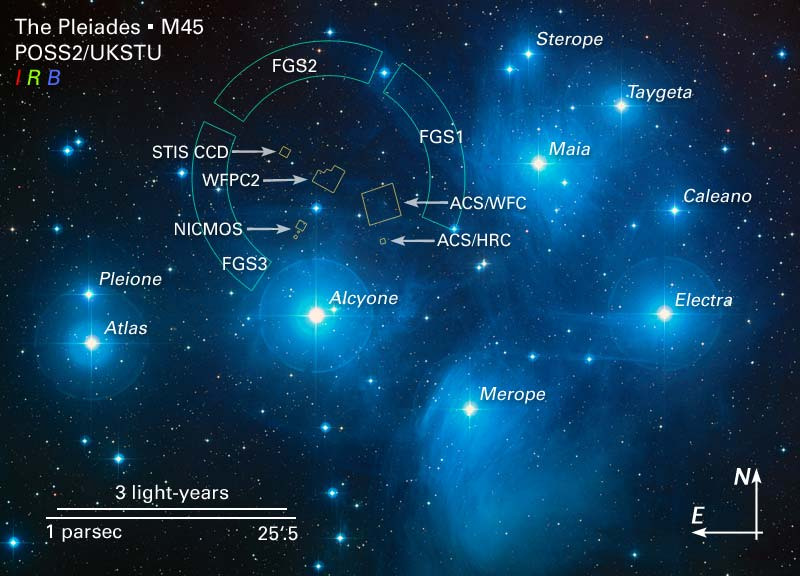
Meropes placering i Plejaderna.

23 Tauri är en blå till vit underjättestjärna i huvudserien av spektralklass B6 IVe, Den har en massa som är ca 4,5 solmassor, en radie som är ca 5 solradier och utsänder ca 400 gånger mera energi än solen från dess fotosfär vid en effektiv temperatur på ca 13 400 K.
Merope är en Pulserande variabel av 53 Persei-typl och en eruptiv variabel av Lambda Eridani-typ (SPB+LERI). Stjärnan har visuell magnitud +4,18 och varierar i amplitud med 0,011 magnituder och en period av 0,4881 dygn eller 11,71 timmar.